# ألبرت ماير (مهندس معماري)
ألبرت ماير (بالإنجليزية: Albert Mayer)‏ هو مهندس معماري أمريكي، ولد في 29 ديسمبر 1897 في نيويورك في الولايات المتحدة، وتوفي في 14 أكتوبر 1981.